# ВЕС Докінг-Шоал
ВЕС Докінг-Шоал (англ. Docking Shoal wind farm) — скасований проєкт британської офшорної вітроелектростанції у Північному морі біля узбережжя Англії.
Станцію хотіли розмістити у Північному морі неподалік від узбережжя Норфолку та Лінкольнширу. При вартості до 1,5 млрд фунтів стерлінгів вона повинна була мати потужність у 540 МВт, що на початку 2010-х років було б одним з найбільших показників у світі. Проте в підсумку в 2012 році урядові інстанції відхилили проєкт, оскільки робота вітрових турбін могла б призводити до загибелі щонайменше 90 птахів на рік, при тому що поряд є пташині колонії на Blakeney Point та острові Scolt Head, які відносяться до спеціальної охоронної зони North Norfolk Coast Special Protection Area.
Попередні роботи по проєкту коштували до 10 млн фунтів стерлінгів. Встановлений тут офшорний метеорологічний пост у 2013 році демонтувало (включаючи повне вилучення палі з морського дна) спеціалізоване судно MPI Resolution.